# Danielle Quarante
Danielle Quarante est une designer française, née le 22 juin 1938 à Sarcelles. Elle vit et travaille à Paris.

## Biographie
Elle entre à l'École Nationale Supérieure des Arts Décoratifs en 1959. Elle réalise des objets en bois moulé, en matériaux thermoformables ou en polyester. Ses sièges et tables empilables " Balthazar " sont sélectionnés pour le concours Prisunic-Shell en 1970.
Elle a été la première à introduire une formation de design dans un cursus d'ingénieur, à l'Université de Technologie de Compiègne,.
Elle présente au Salon des artistes décorateurs de 1969 le fauteuil Albatros. Les formes sont permises par le matériau en polyester et fibre de verre et offre en même temps résistance et élasticité. 
Elle est une des premières designers à utiliser le système de conception graphique assisté par ordinateur.

## Expositions
- elles@centrepompidou[6], Centre Pompidou, 2009
- Salon des Artistes Décorateurs, 1969
- Meubles et sièges d’aujourd’hui, au Mobilier National en 1970.

## Œuvres notables
- Fauteuil Albatros, 1969[7]
- Siège Balthazar, 1970